# Tom Hedlund
Tom Hedlund, egentligen Tommy Martin Hedlund, född 15 februari 1945, är en svensk litteraturvetare, poet och litteraturkritiker. Tom Hedlund fick sin första bok publicerad 1972, Kaptens resa och andra dikter, ett par år senare doktorerade han på den finlandssvenske diktaren Arvid Mörne med avhandlingen Poeten Arvid Mörne: idéer, teorier och metoder i Mörnes poesi 1924-1946.
Tom Hedlund intresserade sig för finlandssvensk litteratur under gymnasiet och innan han doktorerade var han lektor vid Helsingfors universitet. Han har senare varit docent i litteraturvetenskap vid Stockholms universitet och litteraturkritiker för bland annat Svenska Dagbladet.

### Redaktör
- Den svenska lyriken från Ekelund till Sonnevi : översikt. FIB:s lyrikklubbs bibliotek, 0425-5232 ; 201. Stockholm: FIB:s lyrikklubb. 1978. Libris 7420433. ISBN 91-550-1961-7